# Jeanne de Tramcourt
Jeanne Léocadie de Tramcourt née le 9 décembre 1875 à Tracy-sur-Loire et morte le 2 janvier 1952 à Stjärnhov fut la compagne du prince Guillaume de Suède de 1914 à 1952.

## Biographie
En 1894, elle avait épousé un sculpteur, Christian Eriksson, dont elle eut un fils (1905-1981). Le couple divorça en 1911. 
En 1914 commença une liaison avec le prince Guillaume de Suède, dont l'épouse était retournée en Russie et avait demandé le divorce en 1913. Même si elle n'était ni publique officielle, la liaison du prince et de Jeanne fut heureuse et dura toute leur vie. Ils vécurent au château de Stenhammar (en).
En 1921, elle tourna dans le film de Carl Theodor Dreyer Pages arrachées au livre de Satan.
Jeanne de Tramcourt mourut en 1952 dans un accident de voiture alors que le prince Guillaume de Suède était au volant.

## Source de la traduction
- (en) Cet article est partiellement ou en totalité issu de l’article de Wikipédia en anglais intitulé « Jeanne de Tramcourt » (voir la liste des auteurs).